# Eudesmus posticalis
Eudesmus posticalis är en skalbaggsart som beskrevs av Guérin-Méneville 1844. Eudesmus posticalis ingår i släktet Eudesmus och familjen långhorningar. Inga underarter finns listade i Catalogue of Life.